# Пакослав (Мазовецьке воєводство)
Пакослав (пол. Pakosław) — село в Польщі, у гміні Ілжа Радомського повіту Мазовецького воєводства.
Населення — 1044 особи (2011).
У 1975-1998 роках село належало до Радомського воєводства.

## Демографія
Демографічна структура станом на 31 березня 2011 року:
|          | Загалом | Допрацездатний вік | Працездатний вік | Постпрацездатний вік |
| -------- | ------- | ------------------ | ---------------- | -------------------- |
| Чоловіки | 525     | 131                | 332              | 62                   |
| Жінки    | 519     | 108                | 292              | 119                  |
| Разом    | 1044    | 239                | 624              | 181                  |